# ワン・モア・ナイト
「ワン・モア・ナイト」（One More Night）はアメリカのバンド、マルーン5の楽曲。

## 解説
4thアルバム『オーヴァーエクスポーズド』から「ペイフォン feat.ウィズ・カリファ」に続く2作目のシングルカット。
レゲエの要素を取り入れた曲についてアダム・レヴィーンは「単に明るいポップ・ソングではなくて、ちょっとダークでエッジが効いているところが気に入っている」と述べている。 
ヒットチャートは、アメリカのBillboard Hot 100で1位を獲得。「メイクス・ミー・ワンダー」・「ムーブス・ライク・ジャガー」に次ぐ3作目のビルボード首位となった。その後、9週連続1位となるロング・ヒットになった。国際レコード産業連盟（IFPI）が発表した「2012年の全世界シングル・セールス・ランキング」（Global Singles Best Sellers in 2012）では、第8位になった（「ペイフォン feat.ウィズ・カリファ」が第5位にランクインしている）。

## 収録曲
| #  | タイトル                               | 作詞・作曲                                                                 | 時間 |
| -- | -------------------------------------- | -------------------------------------------------------------------------- | ---- |
| 1. | 「ワン・モア・ナイト」(One More Night) | アダム・レヴィーン／シェルバック／サヴァン・コーチャ／マックス・マーティン | 3:39 |